# Michelsdorf (Kloster Lehnin)

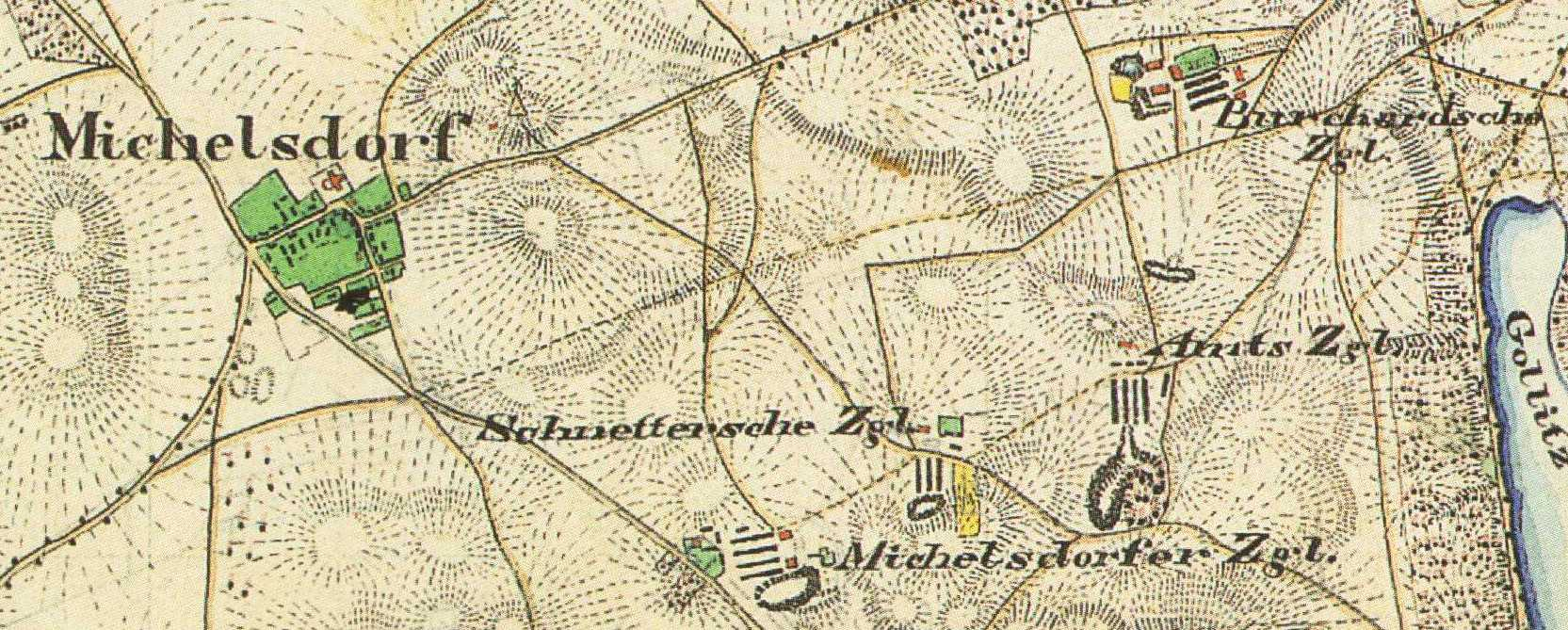
Michelsdorf auf dem Urmesstischblatt 3642 Lehnin von 1839. Von den vier eingezeichneten Ziegeleien gehört nur die Michelsdorfer Ziegelei zur Gemarkung Michelsdorf

Michelsdorf ist ein Ortsteil der Gemeinde Kloster Lehnin im Landkreis Potsdam-Mittelmark in Brandenburg. Der Ort war im Mittelalter im Besitz des Klosters Lehnin. Bis 2002 war Michelsdorf eine selbständige Gemeinde des von 1992 bis 2002 existierenden, brandenburgischen Amtes Lehnin.

## Geographische Lage
Michelsdorf liegt im südlichen Teil des Gemeindegebiets von Kloster Lehnin und ist Teil der historischen Landschaft Zauche. Es grenzt im Norden an Grebs und Nahmitz, im Osten an Lehnin (alle drei Orte sind Ortsteile der Gemeinde Kloster Lehnin), im Süden und Westen an Cammer und über eine kurze Distanz auch an Oberjünne (beide Orte sind Ortsteile der Gem. Planebruch, Amt Brück).
| Jahr | Einwohner |
| ---- | --------- |
| 1772 | 142       |
| 1801 | 170       |
| 1817 | 188       |
| 1837 | 331       |
| 1858 | 426       |
| 1871 | 546       |
| 1885 | 695       |
| 1895 | 905       |
| 1905 | 1003      |
| 1925 | 908       |
| 1939 | 974       |
| 1946 | 987       |
| 1964 | 811       |
| 1971 | 789       |
| 1981 | 669       |
| 1991 | 587       |
| 2001 | 646       |
| 2011 | 583       |
| 2021 | 551       |

## Geschichte
Michelsdorf wurde bereits 1193 erstmals urkundlich genannt. Damals wurde es vom brandenburgischen Markgrafen Otto II. dem Kloster Lehnin geschenkt. Der Name ist mit ziemlicher Sicherheit als Dorf eines Michael zu erklären. Der Personenname Michel von Michael ist biblischer Herkunft. Die Dorfkirche in Michelsdorf hat ein Michael-Patrozinium. Sie kann dem heiligen Michael als Patron des Ortsgründers geweiht sein, aber auch eine Benennung des Dorfes nach dem Michaelspatrozinium ist nicht völlig auszuschließen (Reinhard E. Fischer, Namenbuch, S. 86). Allerdings wäre dann vielleicht eher ein Ortsname Michelskirchen o. Ä. zu erwarten. Von der Siedlungsstruktur her ist Michelsdorf ein Gassendorf mit späteren Erweiterungen.

„Monachorum in Lenyn Michilstorp sunt 30 mansi.“

Das Landbuch Karls IV. von 1375 verzeichnet den Ort zwar, gibt aber nur an, dass er 30 Hufen hatte. 1450 werden 31 Hufen genannt, davon zwei Pfarrhufen. 1451 wird berichtet, dass acht Hufen wüst sind. 1538 werden nur 22 Hufen genannt, der Rest ist wüst (?). 1546 erhielten die Bauern von Michelsdorf eine Busch von 6½ Morgen, der vorher von Rädel genutzt wurde. 1602 lebten acht Bauern und zwei Kossäten im Dorf. 1605 hatte der Schulze zwei Lehn- und eine Erbhufen, die übrigen Bauern je drei Hufen. 1624 wohnten neben den acht Bauern, ein Kossät, ein Laufschmied, zwei Paar Hausleute und ein Hirtenknecht in Michelsdorf. Neben den 24 Bauernhufen hatte die Herrschaft fünf Hufen, der Pfarrer zwei Hufen. Wahrscheinlich gab es auch eine Windmühle, denn 1662 ist das Dorf nebst Windmühle „ganz wüst und der Erde gleich“. Auch 1687 war der Ort unbewohnt. Acht Einwohner von Nahmitz und acht Einwohner von Kaltenhausen hatten kleinere Teile der Feldmark etwa sechs Hufen wieder urbar gemacht und gaben davon Abgaben an das Domäneamt Lehnin. 1691 wurde ein Schulze und sechs Schweizer Kolonisten im Dorf angesetzt. 1729 werden acht Schweizer Bauern genannt 1745/6 werden der Schulze, sieben Dreihüfner, zwei Büdner und zwei Hausleute genannt, alle waren Schweizer. Es gab auch wieder eine Windmühle vor dem Dorf. 1772 saßen acht Bauern, neun Kossäten und ein Müller in Michelsdorf. Für 1801 werden genannt: acht Ganzbauern, zwölf Büdner, zehn Einlieger, der Krug und die Windmühle; insgesamt 39 Feuerstellen. 1837 wurden bereits 51 Wohnhäuser gezählt. 1845 verkaufte Mühlenbesitzer Kauschke die Bockwindmühle mit dazugehörigem Wohnhaus, Stallung und Garten in Michelsdorf. 1858 hatte der Ort drei Wohnplätze (Ziegelei, Windmühle, Chausseehaus), fünf öffentliche Gebäude, 65 Wohnhäuser und 90 Wirtschaftsgebäude, darunter zwei Getreidemühlen. Der Wohnplatz Windmühle lag nordöstlich des Ortskerns an der Straße nach Lehnin auf dem Mühlberg. Das Chausseehaus befand sich damals etwas entfernt südwestlich des Ortskerns an der L86 Richtung Oberjünne (heute Chausseestraße 24). Die Ziegelei lag südöstlich des Ortskern an der Straße nach Rädel (heute Rädeler Straße 56–64). Die zweite Getreidemühle lag an der Rädeler Straße, nahe der Abzweigung von der Chausseestraße (etwa auf Höhe der Rädeler Straße 45). 1900 war die Zahl der Wohnhäuser auf 171 Häuser hochgeschnellt. 1931 gab es 185 Wohnhäuser mit 255 Haushaltungen. In der Bodenreform von 1946 wurden 172 ha enteignet und aufgeteilt. 1958 entstand eine erste LPG vom Typ III, die 1960 bereits 64 Mitglieder und 224 ha Nutzfläche hatte. 1960 wurde eine LPG Typ I mit 19 Mitgliedern und 133 ha Nutzfläche gegründet. 1969 wurden drei Betriebe an die LPG Typ III Nahmitz und vier Betriebe an die LPG Typ III Michelsdorf angeschlossen. Die LPG Typ III Michelsdorf wurde 1973 mit der GPG Damsdorf zusammengeschlossen.

### Politische Geschichte
Der Ort gehörte von 1193 bis 1542 zum Kloster Lehnin, von 1543 bis 1872 zum Amt Lehnin.
1375 lag der Ort in der historischen Landschaft Zauche, aus der sich im Laufe des 17. Jahrhunderts der Zauchische Kreis herausbildete. 1816/7 wurde dieser mit dem ehemaligen kursächsischen Amt Belzig zum Zauch-Belzigschen Kreis (später Kreis Zauch-Belzig) vereinigt. In der Kreisreform von 1952 wurde der Landkreis Zauch-Belzig aufgelöst, Michelsdorf kam zum Kreis Brandenburg-Land. 1992 schloss sich Michelsdorf mit anderen Gemeinden zum brandenburgischen Amt Lehnin zusammen, das 2002 mit der Bildung der neuen Gemeinde Kloster Lehnin wieder aufgelöst wurde. Seither ist Michelsdorf ein Ortsteil der Gemeinde Kloster Lehnin.

### Kirchliche Geschichte
Michelsdorf war ursprünglich Mutterkirche wie aus den zwei Pfarrhufen zu schließen ist. 1541 hatte der Pfarrer neben den zwei Pfarrhufen den Korn- und Fleischzehnte, der Küster 20 Scheffel Scheffelkorn, Ostereier und drei Brote aus jedem Haus. Die Kirche hatte etliches Land, fünf Schafe und zwei Hausleute. Vermutlich ging dieser Status um 1500 verloren, 1541 war Michelsdorf Tochterkirche von Netzen. Die reformierten Schweizer waren in Lehnin eingekircht. 1836 wurden die reformierte und die lutherische Gemeinde vereinigt; seither ist Michelsdorf Tochterkirche von Lehnin. Das Patronat über die Kirche hatte bis 1542 das Kloster Lehnin, danach der Landesherr bzw. der Fiskus.

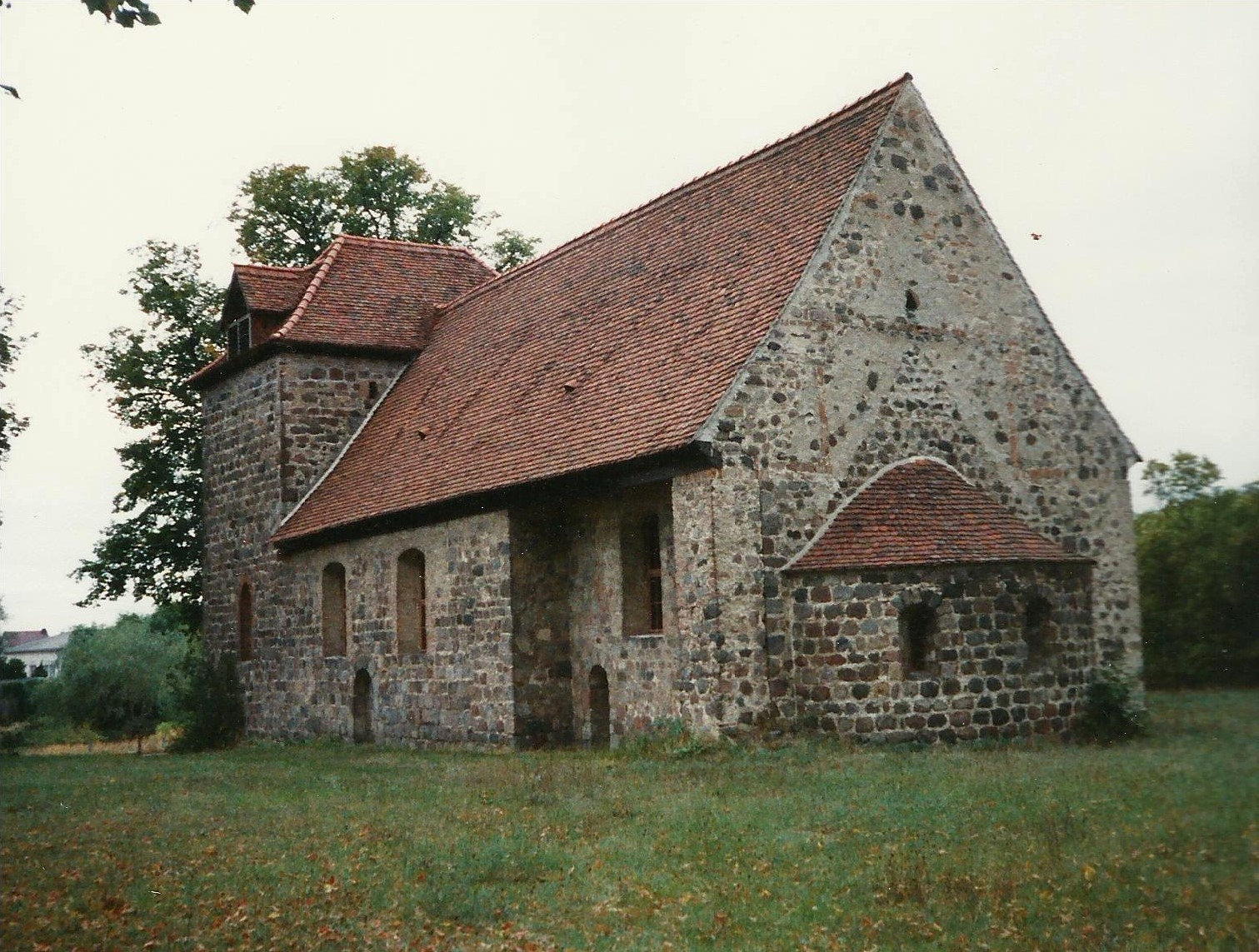
Romanische Feldsteinkirche in Michelsdorf

## Denkmale
Die Denkmalliste des Landes Brandenburg für den Landkreis Potsdam-Mittelmark verzeichnet nur ein Bodendenkmal und ein Baudenkmal.

### Baudenkmal
In der Liste der Baudenkmale in Kloster Lehnin ist für Michelsdorf ein Baudenkmal aufgeführt:
- Die Dorfkirche Michelsdorf ist eine romanische Feldsteinkirche aus dem 12. Jahrhundert. Im Inneren befinden sich unter anderem die Reste einer Ausmalung aus dem Jahr 1946.

### Bodendenkmal
- der Dorfkern aus dem deutschen Mittelalter und der Neuzeit

## Söhne und Töchter der Stadt
- Manfred Neuhaus (* 1946), deutscher Historiker und Editor

## Verkehr
Der öffentliche Personennahverkehr wird unter anderem durch den PlusBus des Verkehrsverbund Berlin-Brandenburg erbracht. Folgende Verbindung führt, betrieben von der Regiobus Potsdam-Mittelmark, durch Michelsdorf:
- Linie 580: Bad Belzig ↔ Dippmannsdorf ↔ Golzow ↔ Michelsdorf ↔ Lehnin ↔ Werder ↔ Potsdam